# Tour de France 2024/5. Etappe
Die 5. Etappe der Tour de France 2024 fand am 3. Juli 2024 statt. Sie führte die 111. Austragung des französischen Etappenrennens aus den Alpen. Der Start erfolgte in Saint-Jean-de-Maurienne, ehe das Ziel nach 177,4 großteils flachen Kilometern in Saint-Vulbas erreicht wurde. Nach der Etappe hatten die Fahrer 952,2 Kilometer absolviert, was 27,23 % der Gesamtdistanz entspricht.
Im Massensprint setzte sich der Brite Mark Cavendish (Astana Qazaqstan Team) durch, der seinen insgesamt 35. Tour-de-France-Etappensieg feierte und den Rekord von Eddy Merckx überbot. Jasper Philipsen (Alpecin-Deceuninck) wurde vor Alexander Kristoff (Uno-X Mobility) Zweiter, während Tadej Pogačar (UAE Team Emirates) das Gelbe Trikot verteidigte.

## Streckenverlauf
Der neutralisierte Start erfolgte in Saint-Jean-de-Maurienne auf der D906 vor dem Musée Opinel. Über den Place de la Cathédrale und die Rue de la Libération führte die Strecke zurück auf die D906, ehe die Fahrer auf die D1006 abbogen. Hier wurde das Rennen auf der Höhe von Pontamafrey-Montpascal nach 4,6 Kilometern freigegeben.
Nach dem offiziellen Start führte die Strecke entlang des Arc in Richtung Westen. Bei Chamousset mündet der Fluss in die Isère, der die Fahrer im Anschluss bis Montmélian folgten. Nachdem Chambéry erreicht wurde, drehte die Fahrtrichtung gen Süden und führte in den Regionalen Naturpark Chartreuse. Hier wurde der nicht-kategorisierte Col de Couz (624 m) über Saint-Thibaud-de-Couz erreicht, ehe es bergab nach Les Échelles ging. Bei La Bridoire erfolgte die Auffahrt auf die Côte du Cheval Blanc (335 m), die nach 104,6 Kilometern überquert wurde und als Bergwertung der 4. Kategorie galt. Wenig später erfolgte in Aoste, bei Kilometer 123,2, der einzige Zwischensprint. Mit der Überquerung der Rhone bei Brégnier-Cordon erreichten die Fahrer das Département Ain und gelangten so an den südlichen Rand der Jura. Mit der Côte de Lhuis (383 m) wurde 34,6 Kilometer vor dem Ziel die letzte Bergwertung erreicht. Diese galt als Anstieg der 4. Kategorie und weist auf einer Länge von drei Kilometern eine durchschnittliche Steigung von 4,8 % auf. Im Finale verlief die Strecke entlang der Rhone, die bei Sault-Brénaz und Vertrieu erneut überquert wurde. Saint-Vulbas wurde über die D20 erreicht, ehe sich der Zielstrich nach einer langgezogenen Rechtskurve auf der D77 befand.
|                            | Ort                            | Kilometer | Länge (km) | Höhe (m) | Ø Steigung | max. Steigung |
| -------------------------- | ------------------------------ | --------- | ---------- | -------- | ---------- | ------------- |
| neutralisierter Start      | Saint-Jean-de-Maurienne (D906) | −4,6      |            |          |            |               |
| offizieller Start          | Pontamafrey-Montpascal (D1006) | 0,0       |            |          |            |               |
| Bergwertung (4. Kategorie) | Côte du Cheval Blanc           | 104,6     | 1,5        | 335      | 4,3 %      |               |
| Zwischensprint             | Aoste                          | 123,2     |            |          |            |               |
| Bergwertung (4. Kategorie) | Côte de Lhuis                  | 142,8     | 3,0        | 383      | 4,8 %      |               |
| Ziel                       | Saint-Vulbas                   | 177,4     |            |          |            |               |

## Rennverlauf
Wie bereits auf der 3. Etappe bildete sich in der frühen Rennphase keine Ausreißergruppe. Erst nach rund 35 Kilometern setzte sich mit Clément Russo (Groupama-FDJ) ein Fahrer vom Hauptfeld ab, ehe zehn Kilometer darauf Mattéo Vercher (TotalEnergies) zu ihm aufschloss. Die beiden fuhren einen maximalen Vorsprung von rund fünf Minuten heraus, ehe es rund 100 Kilometer vor dem Ziel zu regnen begann. Clément Russo sicherte sich den einzigen Punkt auf der Côte du Cheval Blanc. Nachdem es aufgehört hatte zu regnen, konnte der gesamtführende Tadej Pogačar (UAE Team Emirates) nur knapp eine Kollision mit einem Fahrbahnteiler vermeiden und löste dabei einen Sturz anderer Fahrer aus, in den auch Pello Bilbao, Matej Mohorič (beide Bahrain Victorious) und Gregor Mühlberger (Movistar) involviert waren. Alle Fahrer konnten das Rennen jedoch rasch wieder fortsetzen. Clément Russo führte vor Mattéo Vercher über die Abnahme des Zwischensprints, ehe sich Mads Pedersen (Lidl-Trek) vor Sam Bennett (Decathlon AG2R La Mondiale), Biniam Girmay (Intermarché-Wanty), Jasper Philipsen (Alpecin-Deceuninck), Bryan Coquard (Cofidis) und Arnaud Démare (Arkéa-B&B Hotels) die meisten Punkte aus dem Hauptfeld sicherte. Nachdem es kurzzeitig neuerlich zu regnen begonnen hatte, wurden die beiden Ausreißer im Anstieg der Côte de Lhuis vom Hauptfeld gestellt, sodass sich Jonas Abrahamsen (Uno-X Mobility), der führende in der Bergwertung, den einzigen Punkt sichern konnte.
Im Finale fielen Christophe Laporte (Visma-Lease a Bike) und Alexander Kristoff (Uno-X Mobility) nach Stürzen zurück, wobei beide wieder zum Peloton aufschließen konnten. Im Zielsprint setzte sich Mark Cavendish (Astana Qazaqstan) durch, der seinen 35. Tour-de-France-Etappensieg feierte und somit den Rekord von Eddy Merckx übertraf. Dabei löste sich die Kette Cavendishs auf dem Zielstrich vom Kettenblatt. Dahinter sicherte sich Jasper Philipsen den zweiten Rang, ehe Alexander Kristoff den Zielstrich als Dritter überquerte.
In der Gesamtwertung brachte die 5. Etappe keine nennenswerten Veränderungen. Tadej Pogačar lag weiterhin 45 Sekunden vor Remco Evenepoel (Soudal Quick-Step), der die Führung in der Nachwuchswertung verteidigte. Der Vorjahressieger Jonas Vingegaard (Visma-Lease a Bike) lag mit 50 Sekunden Rückstand auf dem dritten Gesamtrang. In der Punktewertung übernahm Biniam Girmay mit seinem neunten Tagesrang die Führung und lag nun acht Punkte vor dem Dänen Mads Pedersen, der im Zielsprint zu Fall kam. Jonas Abrahamsen verteidigte jedoch das Bergtrikot und baute seinen Vorsprung auf Tadej Pogačar auf fünf Punkte aus. Das UAE Team Emirates lag weiterhin an der Spitze der Mannschaftswertung, während Clément Russo zum kämpferischsten Fahrer gewählt wurde. Alle 174 gestarteten Fahrer erreichten das Ziel.

## Ergebnis
| \| Etappenergebnis \| Etappenergebnis \| Etappenergebnis \| Etappenergebnis \| Etappenergebnis \| \| Fahrer \| Fahrer \| Land \| Team \| Zeit \| \| --------------- \| ------------------- \| ---------------------- \| ------------------------- \| --------------- \| \| 1. \| Mark Cavendish \| Vereinigtes Königreich \| Astana Qazaqstan Team \| 4 h 08 min 46 s \| \| 2. \| Jasper Philipsen \| Belgien \| Alpecin-Deceuninck \| + 0 s \| \| 3. \| Alexander Kristoff \| Norwegen \| Uno-X Mobility \| + 0 s \| \| 4. \| Arnaud De Lie \| Belgien \| Lotto Dstny \| + 0 s \| \| 5. \| Fabio Jakobsen \| Niederlande \| Team dsm-firmenich PostNL \| + 0 s \| \| 6. \| Pascal Ackermann \| Deutschland \| Israel-Premier Tech \| + 0 s \| \| 7. \| Arnaud Démare \| Frankreich \| Arkéa-B&B Hotels \| + 0 s \| \| 8. \| Gerben Thijssen \| Belgien \| Intermarché-Wanty \| + 0 s \| \| 9. \| Biniam Girmay \| Eritrea \| Intermarché-Wanty \| + 0 s \| \| 10. \| Marijn van den Berg \| Niederlande \| EF Education-EasyPost \| + 0 s \| |                     |                        |                           |                 |
| |                     |                        |                           |                 |
| Quellen: ProCyclingStats Cycling Quotient |                     |                        |                           |                 |
| Etappenergebnis |                     |                        |                           |                 |
| Fahrer | Fahrer              | Land                   | Team                      | Zeit            |
| 1. | Mark Cavendish      | Vereinigtes Königreich | Astana Qazaqstan Team     | 4 h 08 min 46 s |
| 2. | Jasper Philipsen    | Belgien                | Alpecin-Deceuninck        | + 0 s           |
| 3. | Alexander Kristoff  | Norwegen               | Uno-X Mobility            | + 0 s           |
| 4. | Arnaud De Lie       | Belgien                | Lotto Dstny               | + 0 s           |
| 5. | Fabio Jakobsen      | Niederlande            | Team dsm-firmenich PostNL | + 0 s           |
| 6. | Pascal Ackermann    | Deutschland            | Israel-Premier Tech       | + 0 s           |
| 7. | Arnaud Démare       | Frankreich             | Arkéa-B&B Hotels          | + 0 s           |
| 8. | Gerben Thijssen     | Belgien                | Intermarché-Wanty         | + 0 s           |
| 9. | Biniam Girmay       | Eritrea                | Intermarché-Wanty         | + 0 s           |
| 10. | Marijn van den Berg | Niederlande            | EF Education-EasyPost     | + 0 s           |

## Gesamtstände
| \| Gesamtwertung \| Gesamtwertung \| Gesamtwertung \| Gesamtwertung \| Gesamtwertung \| \| Fahrer \| Fahrer \| Land \| Team \| Zeit \| \| ------------- \| ---------------- \| ------------- \| -------------------------- \| ---------------- \| \| 1. \| Tadej Pogačar \| Slowenien \| UAE Team Emirates \| 23 h 15 min 24 s \| \| 2. \| Remco Evenepoel \| Belgien \| Soudal Quick-Step \| + 45 s \| \| 3. \| Jonas Vingegaard \| Dänemark \| Team Visma \\| Lease a Bike \| + 50 s \| \| 4. \| Juan Ayuso \| Spanien \| UAE Team Emirates \| + 1 min 10 s \| \| 5. \| Primož Roglič \| Slowenien \| Red Bull-Bora-Hansgrohe \| + 1 min 14 s \| \| 6. \| Carlos Rodríguez \| Spanien \| Ineos Grenadiers \| + 1 min 16 s \| \| 7. \| Mikel Landa \| Spanien \| Soudal Quick-Step \| + 1 min 32 s \| \| 8. \| João Almeida \| Portugal \| UAE Team Emirates \| + 1 min 32 s \| \| 9. \| Giulio Ciccone \| Italien \| Lidl-Trek \| + 3 min 20 s \| \| 10. \| Egan Bernal \| Kolumbien \| Ineos Grenadiers \| + 3 min 21 s \| |                  |           |                            |                  |
| |                  |           |                            |                  |
| Quellen: ProCyclingStats Cycling Quotient |                  |           |                            |                  |
| Gesamtwertung |                  |           |                            |                  |
| Fahrer | Fahrer           | Land      | Team                       | Zeit             |
| 1. | Tadej Pogačar    | Slowenien | UAE Team Emirates          | 23 h 15 min 24 s |
| 2. | Remco Evenepoel  | Belgien   | Soudal Quick-Step          | + 45 s           |
| 3. | Jonas Vingegaard | Dänemark  | Team Visma \| Lease a Bike | + 50 s           |
| 4. | Juan Ayuso       | Spanien   | UAE Team Emirates          | + 1 min 10 s     |
| 5. | Primož Roglič    | Slowenien | Red Bull-Bora-Hansgrohe    | + 1 min 14 s     |
| 6. | Carlos Rodríguez | Spanien   | Ineos Grenadiers           | + 1 min 16 s     |
| 7. | Mikel Landa      | Spanien   | Soudal Quick-Step          | + 1 min 32 s     |
| 8. | João Almeida     | Portugal  | UAE Team Emirates          | + 1 min 32 s     |
| 9. | Giulio Ciccone   | Italien   | Lidl-Trek                  | + 3 min 20 s     |
| 10. | Egan Bernal      | Kolumbien | Ineos Grenadiers           | + 3 min 21 s     |

| Punktewertung | Punktewertung    | Punktewertung          | Punktewertung         | Punktewertung |
| Fahrer        | Fahrer           | Land                   | Team                  | Punkte        |
| ------------- | ---------------- | ---------------------- | --------------------- | ------------- |
| 1.            | Biniam Girmay    | Eritrea                | Intermarché-Wanty     | 102 P.        |
| 2.            | Mads Pedersen    | Dänemark               | Lidl-Trek             | 94 P.         |
| 3.            | Jonas Abrahamsen | Norwegen               | Uno-X Mobility        | 87 P.         |
| 4.            | Jasper Philipsen | Belgien                | Alpecin-Deceuninck    | 78 P.         |
| 5.            | Kévin Vauquelin  | Frankreich             | Arkéa-B&B Hotels      | 60 P.         |
| 6.            | Bryan Coquard    | Frankreich             | Cofidis               | 58 P.         |
| 7.            | Fernando Gaviria | Kolumbien              | Movistar Team         | 53 P.         |
| 8.            | Mark Cavendish   | Vereinigtes Königreich | Astana Qazaqstan Team | 50 P.         |
| 9.            | Tadej Pogačar    | Slowenien              | UAE Team Emirates     | 42 P.         |
| 10.           | Arnaud De Lie    | Belgien                | Lotto Dstny           | 38 P.         |

| Bergwertung | Bergwertung         | Bergwertung            | Bergwertung                | Bergwertung |
| Fahrer      | Fahrer              | Land                   | Team                       | Punkte      |
| ----------- | ------------------- | ---------------------- | -------------------------- | ----------- |
| 1.          | Jonas Abrahamsen    | Norwegen               | Uno-X Mobility             | 25 P.       |
| 2.          | Tadej Pogačar       | Slowenien              | UAE Team Emirates          | 20 P.       |
| 3.          | Valentin Madouas    | Frankreich             | Groupama-FDJ               | 16 P.       |
| 4.          | Jonas Vingegaard    | Dänemark               | Team Visma \| Lease a Bike | 15 P.       |
| 5.          | Remco Evenepoel     | Belgien                | Soudal Quick-Step          | 12 P.       |
| 6.          | Stephen Williams    | Vereinigtes Königreich | Israel-Premier Tech        | 10 P.       |
| 7.          | Carlos Rodríguez    | Spanien                | Ineos Grenadiers           | 10 P.       |
| 8.          | Frank van den Broek | Niederlande            | Team dsm-firmenich PostNL  | 9 P.        |
| 9.          | Ion Izagirre        | Spanien                | Cofidis                    | 8 P.        |
| 10.         | Juan Ayuso          | Spanien                | UAE Team Emirates          | 8 P.        |

| Nachwuchswertung | Nachwuchswertung  | Nachwuchswertung       | Nachwuchswertung           | Nachwuchswertung |
| Fahrer           | Fahrer            | Land                   | Team                       | Zeit             |
| ---------------- | ----------------- | ---------------------- | -------------------------- | ---------------- |
| 1.               | Remco Evenepoel   | Belgien                | Soudal Quick-Step          | 23 h 16 min 09 s |
| 2.               | Juan Ayuso        | Spanien                | UAE Team Emirates          | + 25 s           |
| 3.               | Carlos Rodríguez  | Spanien                | Ineos Grenadiers           | + 31 s           |
| 4.               | Matteo Jorgenson  | Vereinigte Staaten     | Team Visma \| Lease a Bike | + 2 min 36 s     |
| 5.               | Santiago Buitrago | Kolumbien              | Bahrain Victorious         | + 3 min 25 s     |
| 6.               | Ilan Van Wilder   | Belgien                | Soudal Quick-Step          | + 4 min 56 s     |
| 7.               | Ben Healy         | Irland                 | EF Education-EasyPost      | + 7 min 27 s     |
| 8.               | Javier Romo       | Spanien                | Movistar Team              | + 8 min 15 s     |
| 9.               | Thomas Pidcock    | Vereinigtes Königreich | Ineos Grenadiers           | + 11 min 38 s    |
| 10.              | Oscar Onley       | Vereinigtes Königreich | Team dsm-firmenich PostNL  | + 11 min 57 s    |

| Mannschaftswertung | Mannschaftswertung         | Mannschaftswertung           | Mannschaftswertung |
| Team               | Team                       | Land                         | Zeit               |
| ------------------ | -------------------------- | ---------------------------- | ------------------ |
| 1.                 | UAE Team Emirates          | Vereinigte Arabische Emirate | 69 h 49 min 16 s   |
| 2.                 | Ineos Grenadiers           | Vereinigtes Königreich       | + 4 min 54 s       |
| 3.                 | Soudal Quick-Step          | Belgien                      | + 5 min 02 s       |
| 4.                 | Red Bull-Bora-Hansgrohe    | Deutschland                  | + 6 min 34 s       |
| 5.                 | Bahrain Victorious         | Bahrain                      | + 11 min 27 s      |
| 6.                 | Movistar Team              | Spanien                      | + 13 min 24 s      |
| 7.                 | Team Visma \| Lease a Bike | Niederlande                  | + 17 min 39 s      |
| 8.                 | EF Education-EasyPost      | Vereinigte Staaten           | + 23 min 37 s      |
| 9.                 | Lidl-Trek                  | Vereinigte Staaten           | + 28 min 41 s      |
| 10.                | Team dsm-firmenich PostNL  | Niederlande                  | + 34 min 33 s      |

## Trivia
Mit seinem 35. Tour-Etappensieg wurde der Brite Mark Cavendish (Astana Qazaqstan Team) zum alleinigen Rekordhalter vor dem Belgier Eddy Merckx, der zwischen 1969 und 1975 insgesamt 34 Etappen bei der Tour de France gewann.
Biniam Girmay (Intermarché-Wanty) trug als Erster Fahrer aus Eritrea das Grüne Trikot des Führenden in der Punktewertung. Damit ist er jedoch nicht der erste Eritreer der eine Sonderwertung bei der Tour de France anführte, da sein Landsmann Daniel Teklehaimanot im Jahr 2015 kurzzeitig die Bergwertung anführte.